# Файез эль-Гусейн
Файез эль-Гусейн (араб. فايز الغصين‎, англ. Faiz El-Ghusein; 1883—1968) — арабский шейх из Хаурана, юрист, бывший османский чиновник. Наиболее известен как один из свидетелей геноцида армян. Автор книги «Резня в Армении» (араб. «المذابح في أرمينيا»‎), известной под заголовком «Martyred Armenia» в английском переводе 1917 года.
На русском языке его свидетельство было впервые опубликованно в 2007 году Джованни Гуайтой под названием «Шейх Файез эль-Гусейн о геноциде армян: „Ислам непричастен к их деяниям!“».